# 锡金鼠兔
锡金鼠兔（学名：Ochotona sikimaria），一种分布于印度锡金邦及中国西藏等地区的小型哺乳动物，隶属于鼠兔科鼠兔属。本种原被视为藏鼠兔（Ochotona thibetana）的一个亚种，现形态学和分子系统发育研究结果支持本种为独立种。